# Беркенова, Асия Айиповна
Асия Айиповна Беркенова (каз. Әсия Әйіпқызы Беркенова; род. 22 апреля 1950, Аулиекольский район, Костанайская область, Казахская ССР) — советская и казахская поэтесса айтыса, общественный деятель. Народный акын Казахской ССР (1990).

## Биография
Родилась 22 апреля 1950 года в селе Сулуколь Аулиекольского района Костанайской области.
В 1972 году окончила Казахского государственного женского педагогического института по специальности «преподаватель русского языка и литературы».
Трудовую деятельность начала в 1972 году преподавателем русского языка и литературы в Сосновском сельском округе.
С 1972 по 1997 годы — преподаватель русского языка и литературы в Наурзумском, Аулиекольском районах и Сосновском сельском округе.
С 1994 по 1995 годы — депутат Верховного Совета Республики Казахстан XIII созыва от Семиозерного избирательного округа № 89 Кустанайской области.
Неоднократно избиралась депутатом сельского, районного совета[когда?].
В айтысах начала участвовать с 80-х годов. Более 40 лет выступала на сцене, защищая честь родной области. Победительница многих республиканских и международных айтысов. В 1990 году ей присвоено звание «Народный акын Казахстана».
С 2001 года руководит студией «Өнер» Костанайского государственного педагогического института.

## Награды и звания
- 1990 — Почётные звания «Народный акын Казахской ССР» за высокие достижения в искусстве национального айтыс
- 2006 — Медаль «10 лет Парламенту Республики Казахстан»
- 2005 — «Почётный гражданин Аулиекольского района»
- 2016 — «Почётный гражданин города Костанай»[2]
- 2016 — Медаль «25 лет независимости Республики Казахстан»
- 2017 — «Почётный гражданин Костанайской области» за особый вклад в социально-культурное развитие области[3]
- нагрудный знак «Отличник просвещения Казахской ССР»
- нагрудный знак «Почётный работник образования Республики Казахстан»
- нагрудный знак Министерства культуры и спорта РК «Мәдениет саласының үздігі»
- Орден Курмет за выдающиеся заслуги в области искусства айтыса и педагогики. (Указом Президента Республики Казахстан от 5 декабря 2018 года)[4]